# Remixes 81−04
Remixes 81−04 és un disc de remescles d'una selecció de temes del grup anglès de pop electrònic Depeche Mode, publicat el 25 d'octubre de 2004.
Fou el primer llançament del grup d'ençà que la discogràfica EMI va adquirir el segell independent Mute Records. Es van publicar tres versions del disc, en principal estava format per 2 CDs, en l'edició limitada s'incloïa un CD extra amb noves remescles, i la darrera hi havia a més, un CD amb una selecció d'aquests tres discs. En el llibret de les tres edicions hi ha un assaig escrit per Paul Morley i es podia desbloquejar l'accés a un web secret. Durant la promoció del disc, aquest lloc web va posar a disposició dels seguidors una edició digital exclusiva titulada Remixes 81···04 Rare Tracks.

## Llista de cançons

### LCDMUTE L8
- Edició en un CD.

| Núm. | Títol                                                | Durada |
| ---- | ---------------------------------------------------- | ------ |
| 1.   | «Never Let Me Down Again (Split Mix)»                | 9:32   |
| 2.   | «Personal Jesus (Pump Mix)»                          | 7:47   |
| 3.   | «Barrel of a Gun (Underworld Hard Mix)»              | 9:36   |
| 4.   | «Route 66 (Beatmasters Mix)»                         | 6:18   |
| 5.   | «Useless (The Kruder + Dorfmeister Session™)»        | 9:06   |
| 6.   | «In Your Room (The Jeep Rock Mix)»                   | 6:19   |
| 7.   | «Home (Air "Around the Golf" Remix)»                 | 3:55   |
| 8.   | «Strangelove (Blind Mix)»                            | 6:32   |
| 9.   | «I Feel You (Renegade Soundwave Afghan Surgery Mix)» | 4:57   |
| 10.  | «Just Can't Get Enough (Schizo Mix)»                 | 6:45   |
| 11.  | «Halo (Goldfrapp Remix)»                             | 4:22   |
| 12.  | «Enjoy the Silence Reinterpreted»                    | 3:32   |

### CDMUTE L8
- Edició en doble CD.

CD 1
| Núm. | Títol                                                                                     | Durada |
| ---- | ----------------------------------------------------------------------------------------- | ------ |
| 1.   | «Never Let Me Down Again (Split Mix)» (Depeche Mode / Dave Bascombe, 1987) (Bong14)       | 9:31   |
| 2.   | «Policy of Truth (Capitol Mix)» (François Kevorkian, 1990) (Bong19)                       | 8:00   |
| 3.   | «Shout (Rio Remix)» (Depeche Mode i Daniel Miller, 1981) (Mute14)                         | 7:29   |
| 4.   | «Home (Air "Around the Golf" Remix)» (Air, 1997) (Bong27)                                 | 3:55   |
| 5.   | «Strangelove (Blind Mix)» (Daniel Miller & Rico Conning, 1987) (LBong13)                  | 6:32   |
| 6.   | «Rush (Spiritual Guidance Mix)» (Jack Dangers, 1993) (Bong23)                             | 5:27   |
| 7.   | «I Feel You (Renegade Soundwave Afghan Surgery Mix)» (Renegade Soundwave, 1993) (LBong21) | 4:57   |
| 8.   | «Barrel of a Gun (Underworld Hard Mix)» (Underworld, 1997) (LBong25)                      | 9:36   |
| 9.   | «Route 66 (Beatmasters Mix)» (Beatmasters, 1987) (Bong15)                                 | 6:18   |
| 10.  | «Freelove (DJ Muggs Remix)» (DJ Muggs, 2001) (Bong32)                                     | 4:24   |
| 11.  | «I Feel Loved (Chamber's Remix)» (Chamber, 2001) (LBong31)                                | 6:17   |
| 12.  | «Just Can't Get Enough (Schizo Mix)» (Depeche Mode & Daniel Miller, 1981) (Mute16)        | 6:45   |

CD 2
| Núm. | Títol                                                                                                   | Durada |
| ---- | --- | ------ |
| 1.   | «Personal Jesus (Pump Mix)» (François Kevorkian, 1989) (LBong17)                                        | 7:47   |
| 2.   | «World in My Eyes (Mode to Joy)» (Jon Marsh, 1990) (LBong20)                                            | 6:28   |
| 3.   | «Get the Balance Right! (Combination Mix)» (Depeche Mode, 1983) (Bong2)                                 | 7:56   |
| 4.   | «Everything Counts (Absolut Mix)» (Alan Moulder, 1989) (Bong16)                                         | 6:02   |
| 5.   | «Breathing in Fumes» (Depeche Mode, Daniel Miller i Gareth Jones, 1986) (Bong10)                        | 6:05   |
| 6.   | «Painkiller (Kill the Pain − DJ Shadow vs. Depeche Mode)» (DJ Shadow, 1998) (K7 promocional)            | 6:29   |
| 7.   | «Useless (The Kruder + Dorfmeister Session™)» (Kruder & Dorfmeister, 1997) (Bong28)                     | 9:06   |
| 8.   | «In Your Room (The Jeep Rock Mix)» (Johnny Dollar i Portishead, 1994) (Bong24)                          | 6:19   |
| 9.   | «Dream On (Dave Clarke Acoustic Version)» (Dave Clarke, 2001) (LBong30)                                 | 4:23   |
| 10.  | «It's No Good (Speedy J Mix)» (Speedy J, 1997) (Bong26)                                                 | 5:02   |
| 11.  | «Master and Servant (An ON−USound Science Fiction Dance Hall Classic)» (Adrian Sherwood, 1984) (LBong6) | 4:35   |
| 12.  | «Enjoy The Silence (Timo Maas Extended Remix)» (Timo Maas, 2004) (tema inèdit)                          | 8:41   |

### XLCDMUTE L8
- Edició en triple CD.
- Els discos 1 i 2 són els mateixos que els de la versió en doble CD.

CD 3
| Núm. | Títol | Durada |
| ---- | --- | ------ |
| 1.   | «A Question of Lust (Flood Remix)» (Flood, 1986) (INT126.844, edició alemanya en vinil, CBong11 K7 UK)                                        | 5:08   |
| 2.   | «Walking in My Shoes (Random Carpet Mix (Full Length))» (William Orbit, 1993) (versió completa inèdita; la versió reduïda aparegué a LBong22) | 8:37   |
| 3.   | «Are People People?» (Adrian Sherwood, 1984) (LBong12)                                                                                        | 4:28   |
| 4.   | «World in My Eyes (Daniel Miller Mix)» (Daniel Miller, 1990) (K7 promocional)                                                                 | 4:37   |
| 5.   | «I Feel Loved (Danny Tenaglia's Labor Of Love Dub (Edit))» (Danny Tenaglia, 2001) (Bong31)                                                    | 11:21  |
| 6.   | «It's No Good (Club 69 Future Mix)» (Club 69, 1997) (K7 i CD promocional, versió reduïda en una edició nord−americana en vinil)               | 8:50   |
| 7.   | «Photographic (Rex the Dog Dubb Mix)» (Rex the Dog, 2004) (inèdit)                                                                            | 6:20   |
| 8.   | «Little 15 (Ulrich Schnauss Remix)» (Ulrich Schnauss, 2004) (inèdit)                                                                          | 4:52   |
| 9.   | «Nothing (Headcleanr Rock Mix)» (Headcleanr, 2004) (inèdit)                                                                                   | 3:30   |
| 10.  | «Lie To Me ('The Pleasure Of Her Private Shame' Remix)» (LFO, 2004) (inèdit)                                                                  | 6:33   |
| 11.  | «Clean (Colder Version)» (Colder, 2004) (inèdit)                                                                                              | 7:09   |
| 12.  | «Halo (Goldfrapp Remix)» (Goldfrapp, 2004) (inèdit)                                                                                           | 4:22   |
| 13.  | «Enjoy the Silence Reinterpreted» (Mike Shinoda, 2004) (inèdit)                                                                               | 3:32   |

### ZMUTEL8
- Temes extra per descàrrega digital.

| Núm. | Títol                                                                         | Durada |
| ---- | ----------------------------------------------------------------------------- | ------ |
| 1.   | «Behind the Wheel / Route 66 (Megamix)» (Ivan Ivan, 1987)                     | 7:51   |
| 2.   | «Dream On (Morel's Pink Noise Club Mix)» (Richard Morel, 2001)                | 7:45   |
| 3.   | «Master and Servant (U.S. Black and Blue Version)» (Joseph Watt, 1984)        | 8:04   |
| 4.   | «Nothing (Justin Strauss Mix)» (Justin Strauss, 1989)                         | 7:05   |
| 5.   | «People Are People (Special Edition ON−USound Remix)» (Adrian Sherwood, 1984) | 7:33   |
| 6.   | «Little 15 (Bogus Brothers Mix)» (Bogus Brothers, 2004)                       | 6:11   |
| 7.   | «Freelove (Josh Wink Dub)» (Josh Wink, 2004) (inèdit)                         | 8:51   |
| 8.   | «Personal Jesus (Kazan Cathedral Mix)» (François Kevorkian, 1989) (inèdit)    | 4:18   |
| 9.   | «But Not Tonight (Extended Remix)» (Robert Margouleff, 1986)                  | 5:15   |
| 10.  | «But Not Tonight (Margouleff Dance Mix)» (Robert Margouleff, 2004) (inèdit)   | 6:08   |
| 11.  | «Freelove (Powder Productions Remix)» (Powder Productions, 2001)              | 7:58   |
| 12.  | «Slowblow (Mad Professor Mix)» (Mad Professor, 1997)                          | 5:25   |
| 13.  | «Rush (Black Sun Mix)» (Coil, 1994) (inèdit)                                  | 6:02   |

## Dades
- Temes escrits per Martin Gore excepte "Shout", "Just Can't Get Enough" i "Photographic" (escrits per Vince Clarke).
- Temes cantats per David Gahan excepte "Home", "Route 66" i "A Question of Lust" (cantats per Martin Gore) i els instrumentals "Painkiller" i "Slowblow".

## Certificacions
| País     | Certificació | Vendes  |
| -------- | ------------ | ------- |
| Alemanya | 1x Platí     | 200.000 |